# Эшелонная (песня)

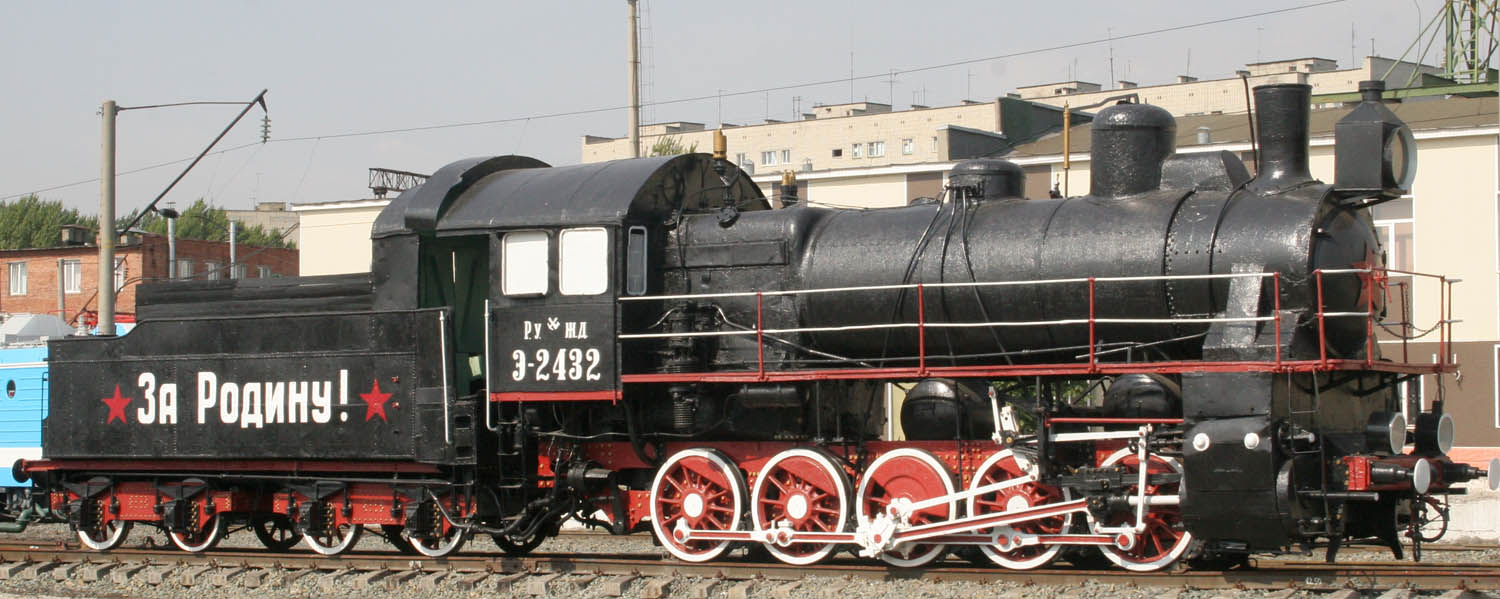
Паровоз лет Гражданской войны (Э-2432 1915 г.)

Эшелонная песня, также Песня о Ворошилове или Боевая красногвардейская — советская песня, написанная в 1933 году А. В. Александровым (музыка) и Осипом Колычевым (стихи), посвящена Клименту Ворошилову. Одна из популярных песен о Гражданской войне. Песня говорит о так называемой «эшелонной войне» и конкретно о битве за Царицын. Музыка с отчетливым крещендо отчасти имитирует разгон паровоза, а концу песни его удаление.
Песня была создана Александровым как часть литературно-музыкальной композиции «Поэма о Царицыне» для Ансамбля красноармейской песни, которая воспевала героические подвиги бойцов 10 армии, оборонявшей Царицын в 1918 году под командованием К. Е. Ворошилова. Ворошилов был личным другом Александрова и именно он предложил создать ансамбль, как часть Красной Армии. Литературно-музыкальные композиции создавались Александровым по образцу церковной музыки, сочетая красноармейское песенное творчество, с текстом чтеца.
Опубликована в песеннике А. В. Александрова «Избранные произведения» (М.: Музгиз, 1943).